# 차갈매

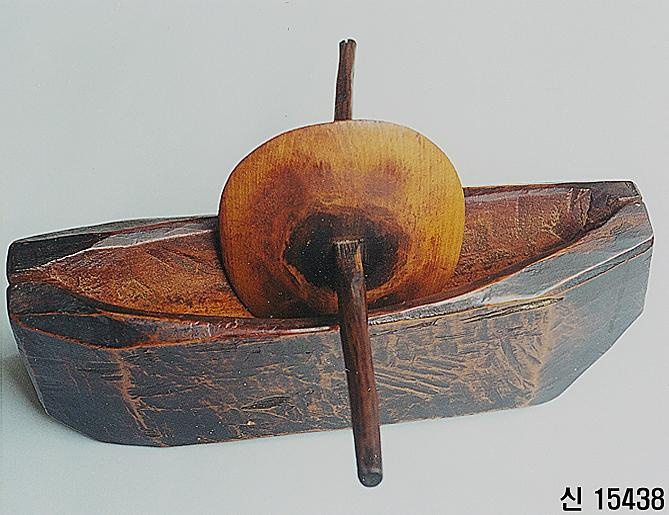
차갈매

차갈매는 차를 가루가 되게 가는 맷돌이다. 다구(茶臼), 연다마(碾茶磨) 등으로도 불린다.

## 같이 보기
- 말차